# NGC 5487
NGC 5487 este o radiogalaxie situată în constelația Boarul. A fost descoperită în 22 martie 1868 de către George Mary Searle⁠(d). Se află la o distanță de 104,52 megaparseci de Pământ.